# روز جهانی تئاتر

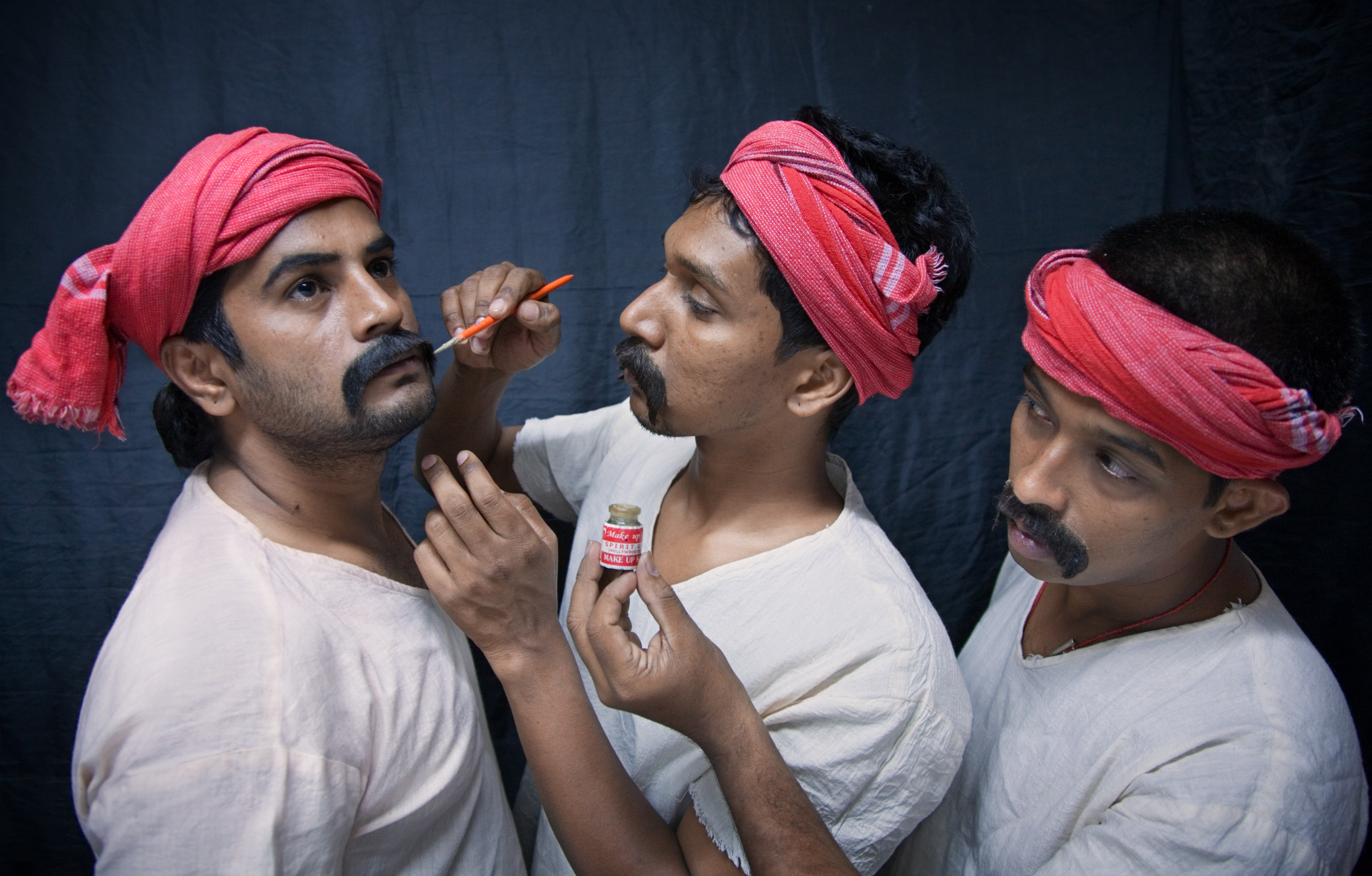
بازیگران تئاتر در لباس مردم تامیل، درحال آماده‌سازی خود برای اجرای تئاتر در چنای، هند.

از سال ۱۹۶۱ و به پیشنهاد انستیتو بین‌المللی تئاتر (ITI)، سالانه روز جهانی تئاتر در تاریخ ۲۷ مارس جشن گرفته می‌شود.

## تاریخچه
با پیشنهاد انستیتو بین‌المللی تئاتر در سال ۱۹۶۱، هر ساله روز ۲۷ مارس به عنوان روز جهانی تئاتر گرامی داشته می‌شود.
پیام سالانه این روز هر سال توسط یکی از صاحب نظران و هنرمندان عرصه تئاتر انتخاب می‌شود و به تأثیر و تقابل تئاتر در عرصه بین‌المللی اختصاص دارد.

ادوارد آلبی، آگوستو بوال، ژان کوکتو، آرتور میلر، پابلو نرودا و... از جمله افرادی بودند که پیام روز جهانی تئاتر را نوشته‌اند.
پیام روز جهانی تئاتر در سال ۲۰۱۱ توسط جسیکا کاوا، نویسنده، کارگردان و بازیگر تئاتر نوشته شده‌است. شهرت وی در عرصه بین‌المللی نه به دلیل داشتن مدرک دکترا در رشته تئاتر و انجام پژوهش‌های بسیار در این زمینه، بلکه به دلیل فعالیت‌های بشر دوستانه او است.
در سال ۲۰۱۳ این انستیتو با انتشار ویدئویی به زبان‌های مختلف این روز را گرامی داشت.
پیام سال ۲۰۱۳ توسط داریو فو نوشته شده و توسط بازیگران و کارگردانان و نویسندگان مشهور کشورهای مختلف به زبان محلی شان خوانده شده‌است.